# Гільєрмо Варела
Гільє́рмо Варе́ла Оліве́ра (24 березня 1993 , Монтевідео ) — уругвайський футболіст, колишній захисник московського «Динамо» (таємно покинув цей клуб) і національної збірної Уругваю.

## Клубна кар'єра
Вихованець уругвайського клубу «Пеньяроль». Дебютував в основі «аурінегрос» 5 червня 2011 року в грі проти «Расінга» з Монтевідео (0:1), вийшовши на заміну на 67-й хвилині. Цей матч так і залишився єдиним у складі рідного клубу.
7 червня 2013 року було офіційно оголошено про його перехід в англійський «Манчестер Юнайтед». 11 червня він підписав з клубом п'ятирічний контракт, ставши першим придбанням нового менеджера «червоних дияволів» Девіда Моєса.
Не зігравши у сезоні 2013/14 жодного матчу за першу команду «Манчестер Юнайтед», у вересні 2014 року був відданий в оренду в резервну команду клубу «Реал Мадрид», паралельно потрапивши в заявку першої команди на матчі Ліги чемпіонів, отримавши 28 номер. Загалом же за сезон 2014/15 зіграв за дубль 33 матчі і забив 1 гол у Сегунді Б, проте за першу команду не дебютував.
Після повернення в «Манчестер Юнайтед» Варела був включений до заявки команди на груповий етап Ліги чемпіонів 2015/16. 5 грудня 2015 року дебютував в основному складі «Манчестер Юнайтед» у матчі Прем'єр-ліги проти «Вест Гем Юнайтед». Три дні опісля вийшов у стартовому складі «Юнайтед» у матчі групового етапу Ліги чемпіонів проти «Вольфсбурга», дебютувавши в цьому турнірі. Тим не менш здебільшого гравець продовжував виступати у команді до 21 року, з якою став молодіжним чемпіоном Англії 2015/16.
Перед початком сезону 2016/17 відправився в оренду в німецький «Айнтрахт (Франкфурт)». В команді зіграв у 7 матчах Бундесліги і 3 іграх національного кубка, дійшовши у фінал. Перед вирішальним матчем Кубка проти «Боруссії» (Дортмунд) Гільєрмо всупереч рекомендації тренера Ніко Ковача і медиків клубу вирішив зробити татуювання, яке запалилося, через що уругваєць змушений був пропустити фінал і більше за клуб не грав.
У серпні 2017 року стало відомо, що Варела підписав контракт з «Пеньяролем». У першому ж сезоні він виграв Клаусуру і уругвайський чемпіонат, а 26 січня 2018 року виграв з клубом Суперкубок Уругваю, перемігши «Насьйональ» (3:1). Станом на 7 квітня 2018 року відіграв за команду з Монтевідео 10 матчів в національному чемпіонаті.
В ніч проти 25 липня 2022 року Гільєрмо без попередження покинув Росію, де грав на той час за московське Динамо. Агент спортсмена Оскар Бентанкур пояснив російським журналістам, що Варела поїхав підписати контракт із бразильським ФК Фламенгу, а до РФ він може повернутися виключно у випадку отримання значно вигіднішої пропозиції від росіян.

## Виступи за збірні
2008 року дебютував у складі юнацької збірної Уругваю, взяв участь у 9 іграх на юнацькому рівні.
Протягом 2011—2013 років залучався до складу молодіжної збірної Уругваю. 2013 року з командою до 20 років став бронзовим призером молодіжного чемпіонату Південної Америки та срібним призером молодіжного чемпіонату світу. Всього на молодіжному рівні зіграв у 26 офіційних матчах.
10 листопада 2017 року дебютував в національній збірній Уругваю в товариському матчі проти збірної Польщі. Гра завершилася з рахунком 0:0, а Варела відіграв весь матч. У травні 2018 року Гільєрмо включили в розширений список із 26-ти гравців для участі в чемпіонаті світу 2018 року в Росії.
| Дата       | Місто          | Господарі | Результат | Гості             | Турнір                  | Голи | Примітки |
| ---------- | -------------- | --------- | --------- | ----------------- | ----------------------- | ---- | -------- |
| 10-11-2017 | Варшава        | Польща    | 0 – 0     | Уругвай           | товариський матч        | -    |          |
| 23-3-2018  | Наньнін        | Уругвай   | 2 – 0     | Чехія             | товариський матч        | -    |          |
| 26-3-2018  | Наньнін        | Уельс     | 0 – 1     | Уругвай           | товариський матч        | -    |          |
| 15-6-2018  | Єкатеринбург   | Єгипет    | 0 – 1     | Уругвай           | ЧС 2018 - груповий етап | -    |          |
| 20-6-2018  | Ростов-на-Дону | Уругвай   | 1 – 0     | Саудівська Аравія | ЧС 2018 - груповий етап | -    |          |
| Усього     |                | Матчів    | 5         |                   | Голів                   | 0    |          |

## Титули і досягнення
- Чемпіон Уругваю (2):

«Пеньяроль»: 2017, 2018
- Володар Суперкубка Уругваю (1):

«Пеньяроль»: 2018
- Чемпіон Данії (1):

«Копенгаген»: 2018-19
- Володар Кубка Бразилії (2):

«Фламенгу»: 2022, 2024
- Володар Кубка Лібертадорес (1):

«Фламенгу»: 2022
- Переможець Ліги Каріока (1):

«Фламенгу»: 2024
- Володар Суперкубка Бразилії (1):

«Фламенгу»: 2025
Збірна Уругваю
- Бронзовий призер Кубка Америки: 2024[20]